# Nguyễn Thị Minh Ngọc
Nguyễn Thị Minh Ngọc (sinh ngày 5 tháng 8 năm 1953, tại Bà Rịa, Việt Nam), là nhà văn, nhà biên kịch, đạo diễn, diễn viên Việt Nam.

## Tiểu sử
Nguyễn Thị Minh Ngọc tốt nghiệp đạo diễn sân khấu năm 1980, đào tạo diễn viên tại trường Sân khấu & Điện ảnh Thành phố Hồ Chí Minh và Nhà hát Trần Hữu Trang. Bà là học trò của đạo diễn Nguyễn Tường Trân (đệ tử đời thứ hai của Konstantin Stanislavski), đã được cùng đào tạo diễn viên cải lương với NSND Phùng Há, đã đào tạo được nhiều nghệ sĩ sân khấu kịch nói và cải lương thành danh ở trong nước và hải ngoại như: NSƯT Hữu Châu, Hữu Nghĩa, Hồng Đào, Quang Minh, NSƯT Hữu Quốc,NSƯT Mỹ Hằng, Lương Mỹ, Mai Lan, Hòa Hiệp, Xuân Trang, Thanh Phương (đã mất),...
Bà giảng dạy bộ môn Biên Kịch, Lý Luận Kịch và Lịch sử Sân khấu Việt Nam tại một số trường Cao Đẳng và Đại Học, đồng sáng lập CLB Đạo Diễn Thể Nghiệm (1985), dựng khoảng 30 vở truyền thống và đương đại, viết khoảng 70 vở truyền thống và đương đại cho sân khấu và khoảng 30 kịch bản cho điện ảnh, hàng trăm tập phim cho truyền hình, vài công trình nghiên cứu về sân khấu và cải lương, đã dự nhiều liên hoan, hội thảo, sáng tác và nghiên cứu về sân khấu và giáo dục trong nước cùng các nước Uc, Anh, Pháp, Đức, Tanzania, Na Uy, Thụy Điển, Philipines, Mỹ, Indonesia, là nhân vật sân khấu của năm 2004 do Truyền hình Việt Nam bình chọn.
Bà từng là diễn viên cho các sân khấu: 5B Võ Văn Tần, Idecaf... Những vai được khán giả nhớ: Otilia, Cô Bé Nuôi Gà & Cô Gái Già (Dư Luận Quần Chúng), dì ba Kim Duyên (Ngôi Nhà Không Có Đàn Ông), bà Nội (Cậu Đồng), bà Cả & bà Tớ Già (Lồng Đèn Đỏ Treo Cao), bà Mẹ (Tám Người Đàn Bà), Khán giả Cuồng Nhiệt (Thương hoài ngàn năm), bà Hạnh Ngộ (Một nửa của tôi đâu?) Vai gần nhất là bà Vú trong MV Tan Vỡ với Đàm Vĩnh Hưng và Nhan Phúc Vinh. Riêng tiết mục "Người Lãng Mạn Cuối Cùng- The Last Romantic" là độc diễn 60' ghép từ mười độc thoại bi hài đã được Nguyễn Thị Minh Ngọc dùng để minh họa các buổi nói chuyện về sân khấu của mình ở các đại học trong và ngoài nước.
Ngoài ra, bà còn là hội viên của các Hội Nhà văn, Sân khấu, Điện ảnh, và là một trong 20 nhà văn tiêu biểu của Thành phố Hồ Chí Minh do Hội Nhà Văn Thành phố Hồ Chí Minh bình chọn.
Bà là phụ nữ Việt đầu tiên đưa tác phẩm Việt Nam vào sân khấu off-off Broadway tại New York với cương vị tác giả, đạo diễn và diễn viên trong đó với: Người đàn bà thất lạc (2008) và Chúng Tôi Là..(2011). Bà được Liên hoan Film Quốc tế về Người Việt (VIFF) tại Mỹ chọn làm tâm điểm (2007).
Ngoài các phim tài liệu về Nguyễn Thị Minh Ngọc do các đài truyền hình của VTV, HTV, Bình Dương, Long An thực hiện, năm 2015, đạo diễn Hùng Phương làm phim tài liệu "Nguyễn Thị Minh Ngọc-Người Gìn Vàng Giữ Ngọc" dài 19'36'' và đã đoạt giải nhất trong cuộc thi "Tôi gìn giữ vẻ đẹp".

## Gia đình
Minh Ngọc có một người em gái là nghệ sĩ Minh Phượng.

## Tác phẩm
| Năm                 | Tác phẩm                                                   | Thể loại    | Đồng tác giả với                |
| ------------------- | ---------------------------------------------------------- | ----------- | ------------------------------- |
| 1992,1994           | Ngọn nến bên kia gương                                     | Truyện ngắn |                                 |
| 1994,1995           | Một mình bước tới                                          | Truyện ngắn |                                 |
| 1995                | Trinh Tiên                                                 | Truyện vừa  |                                 |
| 1995-1996,2000,2003 | Năm đêm với bé Su                                          | Truyện vừa  |                                 |
| 1996                | Người mẫu, Cạn duyên                                       | Truyện ngắn |                                 |
| 1998                | Vì sao Con Ra Đời                                          | Truyện vừa  |                                 |
| 1999                | Dẫu Lìa Ngó Ý                                              | Truyện ngắn |                                 |
| 2002                | Đồng sàng                                                  | Truyện ngắn |                                 |
| 2003                | Hãy yêu nhau đi                                            | Kịch        |                                 |
| 2003                | Vàng hay bạc nhái                                          | Kịch        |                                 |
| 2004                | Chờ Duyên                                                  | Truyện ngắn |                                 |
| 2004                | Hãy khóc đi em                                             | Kịch        |                                 |
| 2005, 2006, 2012    | Trái tim nhảy múa                                          | Kịch        |                                 |
| 2006                | Tôi là ai?                                                 | Kịch        |                                 |
| 2006                | Ký sự người đàn bà bị chồng bỏ                             | Tiểu thuyết |                                 |
| 2007                | Một trăm câu hỏi đáp về sân khấu cải lương Nam Bộ- Sài Gòn |             |                                 |
| 2007                | Thằng Bợm có cái đầu to                                    | Kịch        | Vũ Minh                         |
| 2011, 2023          | Tơ duyên                                                   | Kịch        | Hùng Lâm                        |
| 2012, 2020          | 29 anh về                                                  | Kịch        | Hoàng Thái Thanh                |
| 2012                | Tía ơi má dìa                                              | Kịch        | Minh Phương                     |
| 2013                | Hồn bướm mơ điên                                           | Kịch        | Minh Phương                     |
| 2013, 2019          | Mặt nạ bong bóng                                           | Kịch        |                                 |
| 2014                | Linh vật hoàng triều                                       | Kịch        | Minh Phương                     |
| 2014                | Oan tình ai thấu                                           | Kịch        |                                 |
| 2015                | Sơn ca không hót                                           | Kịch        |                                 |
| 2017                | Tiên Nga                                                   | Kịch        | NSND Năm Châu, Nguyễn Hồng Dung |
| 2018                | Gươm lạc giữa rừng hoa                                     | Kịch        |                                 |
| 2018                | Sài Gòn có một ngã tư                                      | Kịch        | Hoàng Thái Thanh                |
| 2023                | Duyên thệ                                                  |             |                                 |
| 2024                | Trò chơi mất tích                                          |             |                                 |

## Giải thưởng Văn Học
- Kính thưa anh Tổng Thư Ky- Giải truyện ngắn của Thành Đoàn, báo Tuổi trẻ (1981).
- Quán trọ - Giải truyện ngắn của báo Kiến Thức Ngày Nay & Hội Nhà Văn Thành phố Hồ Chí Minh (1993).
- Nắng chiều - Giải truyện ngắn của báo Phụ nữ Thành phố Hồ Chí Minh (1986).
- Chung vách - Giải truyện ngắn của báo Văn Nghệ Thành phố Hồ Chí Minh (1988).
- Trinh Tiên - Giải Văn học tuổi 20 (Truyện vừa) Nhà Xuất Bản Trẻ & Hội Nhà Văn Thành phố Hồ Chí Minh (1995).
- Năm đêm với bé Su - Giải A Văn học Thiếu Nhi của Nhà Xuất bản Kim Đồng và Hội Nhà Văn Việt Nam (1996).

## Giải thưởng Kịch bản Sân khấu và Phim
- Đứng giữa đồi cao - Giải kịch bản toàn quốc (1985).
- Những người cha của bé Kham San - Huy chương vàng Toàn quân (1984).
- Câu chuyện mười năm - Huy chương bạc Sân khấu Quần chúng Thành phố Hồ Chí Minh (1985).
- Những đứa trẻ lạc loài- Giải Kịch bản Thiếu Nhi (1987).
- Mardona của tôi - Giải Kịch bản Thiếu Nhi (1987).
- Những đường dây không thấy được + Ở một nơi chưa có điện về: Giải năm Quốc tế Thông tin Liên lạc (1994).
- Một nửa của tôi đâu? Giải kịch bản Hội SK Thành phố Hồ Chí Minh & Đài Truyền hình Thành phố Hồ Chí Minh (1993)
- Cô đào hát: (từ truyện của Nguyễn Quang Sáng) Huy chương vàng Liên hoan Sân khấu Sàigòn 300 năm Nhà hát Trần Hữu Trang (1998), giải B Hội Sân khấu Việt Nam(1998).
- Xóm nhỏ Sàigòn: (chung với Vương Huyền Cơ) Huy chương vàng Liên hoan Sân khấu Sàigòn 300 năm Sân khấu Idecaf (1998), giải B Hội Sân khấu Việt Nam (1998).
- Thương hoài ngàn năm: Giải B Hội Sân khấu Việt Nam (1996).
- Lũ rừng: Giải thưởng Hội Sân khấu Việt Nam (2000).
- Người đàn bà thất lạc: Giải đặc biệt Liên hoan Sân khấu châu Á Thái Bình Dương về Phụ Nữ tại Philipines (2003).
- Giưã hai bờ sương khói: Giải tác giả Hội diễn SK Chuyên nghiệp Năm Năm (2004).
- Hãy yêu nhau đi: Giải thưởng Hội Sân khấu Việt Nam (2005). Giải Văn học Nghệ thuật Thành phố Hồ Chí Minh (2005).
- Trái tim nhảy múa: Giải thưởng Liên hoan SK Xã hội hoá Toàn Quốc (2006)
- Kịch bản phim truyện:Yêu một người Sàigòn: Giải thưởng sáng tác về Sàigòn 300 năm(1998).
- Hải Nguyệt: Giải A Hội Điện Ảnh Việt Nam (1998), giải của Ban Giám khảo Liên hoan Film Việt Nam lần 12 (1999), Liên hoan Phim Ba Lục Địa tại Pháp(1998).
- Thương hoài ngàn năm: Huy chương bạc Liên hoan Truyền hình Toàn quốc (1996).
- Sống trong sợ hãi: (chung với Bùi Thạc Chuyên) Giải ban giám khảo Liên hoan phim Việt Nam(2006), Giải Đặc Biệt Liên hoan Phim Thượng Hải, Liên hoan Phim châu Á Thái Bình Dương.
- Ngọc Viễn Đông: Giải Âm nhạc và Hình Ảnh Liên hoan Phim Độc Lập California,US (2012), Giải Đạo diễn Trẻ xuất sắc phim truyện Liên hoan Phim Illinois, US (2012), Giải đặc biệt ban giám khảo cho quay phim Liên hoan Phim châu Á tại Dallas, US (2012).[2]
- Nhạc kịch Tiên Nga: (đồng tác giả với NSND Nguyễn Thành Châu & Nguyễn Hồng Dung, cảm tác từ truyện thơ của cụ Đồ Chiểu- đạo diễn Thành Lộc)Giải thưởng Văn học nghệ thuật TP Hồ Chí Minh 5 năm lần 2 (2014-2019).[3]
- Song Lang: (đồng tác giả với Leon Le) đến tháng Sáu - 2020 đã có trên 50 giải trong và ngoài Việt Nam. Giải Trống Đồng và đồng giải Khán giả Bình Chọn ở Viet Film Fest 2019 (California).[4]

## Giải thưởng Kịch bản Phim Tài liệu
- Ma túy SOS: Giải Báo chí Thành phố Hồ Chí Minh (1991).
- Thành Tôn - Người nghệ sĩ: Giải B Liên hoan Film Việt Nam lần 11 (1995).
- Thời gian & Vĩnh cửu: Giải A Hội Điện Ảnh Việt Nam (1996).

## Chương trình truyền hình
- Ai là bậc thầy chính hiệu ? (người chơi khách mời của đội Bé Yêu, với NSƯT Lê Thiện)